# Buriolestes
Buriolestes („Buriolův plenitel“, podle rodiny Buriolů) byl rod vývojově velmi primitivního sauropodomorfního dinosaura, formálně popsaného v roce 2016 ze sedimentů geologického souvrství Santa Maria na území Brazílie. Stáří vrstev, ve které byly fosilie tohoto dinosaura objeveny, činí asi 237 až 228 milionů let (věk karn, počátek svrchního triasu).

## Historie
Holotyp nese označení ULBRA-PVT280 a má podobu nekompletní kostry, objevené v oblasti São João do Polêsine na jihu Brazílie. Dochovaly se části lebky, obratle a fragmenty kostí levé přední a levé zadní končetiny. U buriolesta byli zároveň objeveni dva jedinci dinosauromorfa druhu Ixalerpeton polesinensis. V roce 2018 byl oznámen objev ještě kompletnějšího jedince (kat. ozn. CAPPA/UFSM 0035) s velmi dobrým stupněm zachování. Druhové jméno tohoto dinosaura představuje poctu paleontologovi Cesaru Schultzovi.
Objev části fosilního kolenního kloubu neznámého dinosaura ze stejného souvrství mohl patřit právě druhu Buriolestes schultzi.

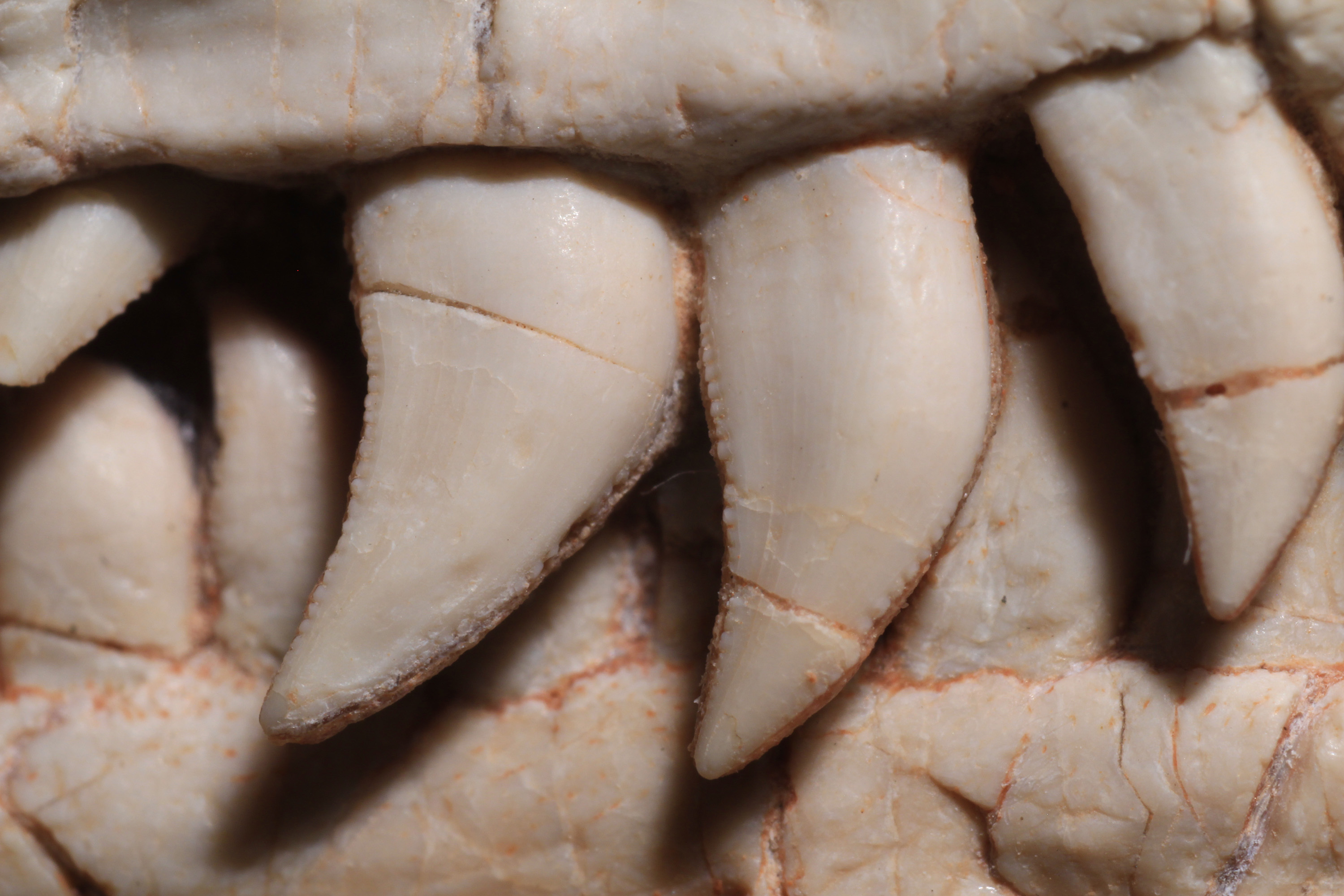
Zuby buriolesta nasvědčují jeho masožravosti.

## Paleoekologie
Tento sauropodomorf byl zřejmě masožravý a živil se menšími druhy obratlovců i bezobratlých. To mj. dokazuje, že také sauropodomorfové byli ancestrálně masožraví nebo všežraví a až později přešli k úplné herbivorii. Objev buriolesta a ixalerpetona ve stejných vrstvách dokazuje, že dinosauři i dinosauromorfové zpočátku obývali stejné ekosystémy (což dokazují i objevy ze souvrství Ischigualasto a souvrství Chinle).
Buriolestes sdílel prostředí spolu s dalšími vývojově primitivními sauropodomorfy a teropody, jako je Bagualosaurus, Saturnalia, Staurikosaurus nebo Gnathovorax.

## Paleobiologie
Vědecká studie, publikovaná koncem roku 2020 naznačuje, že mozek buriolesta byl značně rozvinutý a podstatně větší než mozky pozdějších sauropodomorfů. Na základě rozboru prvního trojrozměrného modelu mozku u triasového dinosaura vědci dospěli k závěru, že se jednalo o aktivního masožravce, vyhledávajícího kořist a schopného poměrně svižného pohybu.
Buriolestes ještě neměl pneumatizované kosti s invazivním systémem vzdušných vaků a nebyl tak nejspíš vybaven extrémně výkonnou dýchací soustavou, charakteristickou pro pozdější plazopánvé dinosaury.

## Systematické zařazení
Buriolestes byl vývojově primitivní sauropodomorf, příbuzný například rodům Eoraptor, Pampadromaeus, Panphagia, Saturnalia, Chromogisaurus nebo Mbiresaurus.